# Виншу, Александр
Александр Виншу (род. 22 января 1973) — советский и российский футболист, защитник.
Воспитанник ДЮСШ Гулькевичи, тренер А. А. Романенко. В 1990 году играл в чемпионате Краснодарского края за «Венец» Гулькевичи, в 1991 — в чемпионате Белорусской ССР за команду «Строитель» Старые Дороги. В 1992 году выступал за этот клуб в первых двух чемпионатах Белоруссии. В 1993 году провёл 10 матчей за «Венец» во второй российской лиге, играл в чемпионате Краснодарского края за «Форвард» Новокубанск.